# Birgit Virnich

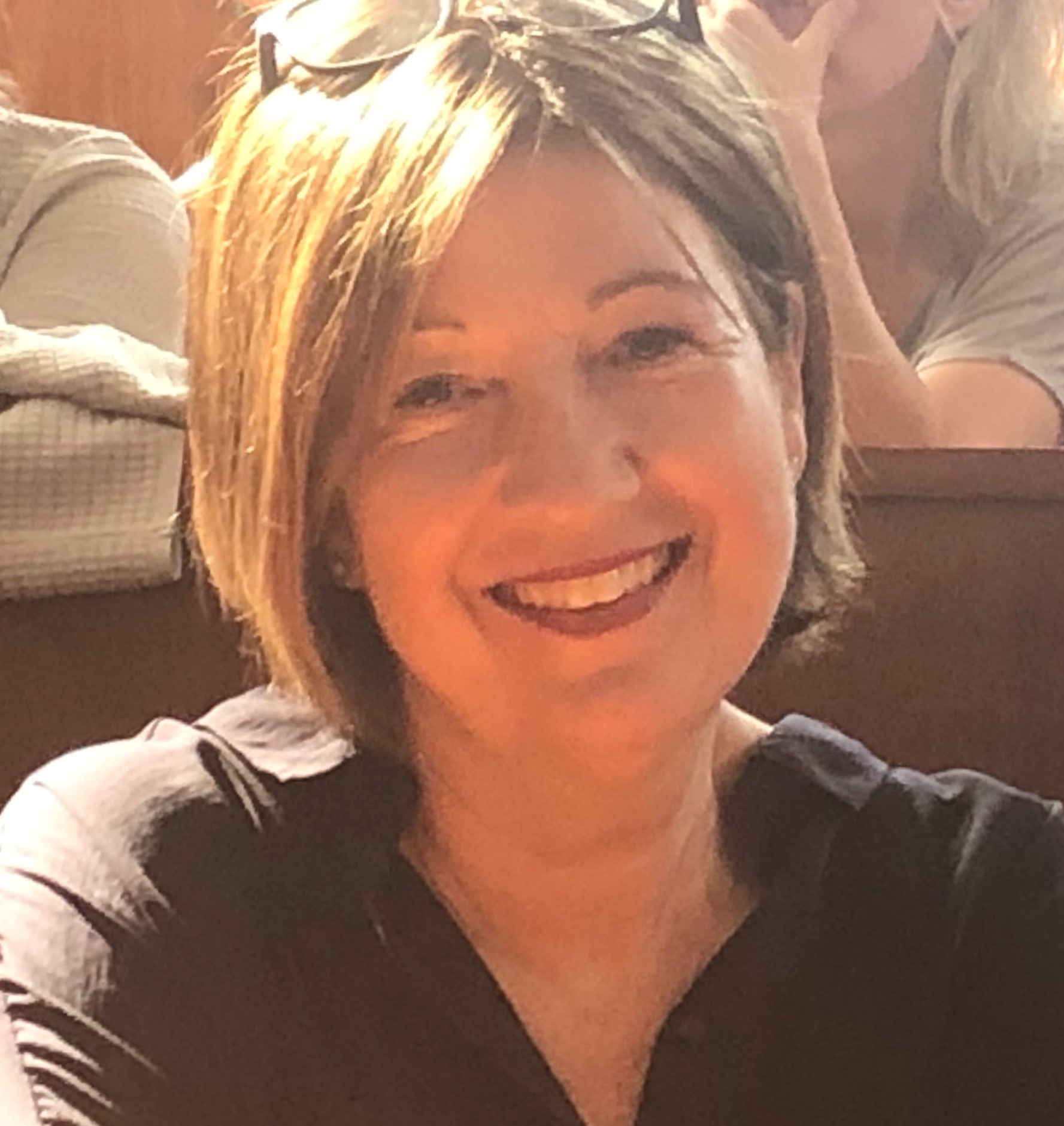
Birgit Virnich (2018)

Birgit Maria Virnich (* 1959 in Essen) ist eine mehrfach ausgezeichnete deutsche Journalistin, Korrespondentin, TV-Redakteurin des WDR und Buchautorin.

## Leben
Birgit Virnich ging in Südafrika zur Schule und studierte Journalismus, Englische Literatur, Film und Internationale Politik. Sie hält einen Bachelor of Arts im Bereich Film  der University of Chicago und einen Master of Science in Internationaler Politik der London School of Economics and Political Science.
Von 1985 bis 1992 arbeitete Virnich als freie Journalistin im Radio- und TV-Bereich für ARD-Anstalten, die BBC und Channel 4 in London. Von 1992 bis 1994 baute sie als Redakteurin das ARD-Morgenmagazin mit auf. In den Jahren 1994 bis 1996 war sie als Autorin und Redakteurin in der Monitor-Redaktion tätig, und von 1996 bis 1999 produzierte sie Filme für die WDR-Redaktion Menschen hautnah. Für die WDR-Fernseh-Dokumentation Ein Mann sieht Braun – Im Einsatz gegen ostdeutsche Nazis erhielt sie im November 2000 den CIVIS Fernseh-Preis.
Während der Terroranschläge am 11. September 2001 auf das World Trade Center berichtete Virnich über Folgen und Auswirkungen des Attentats aus dem ARD-Studio New York.
Von 2002 bis 2008 war sie ARD-Fernseh-Korrespondentin für Afrika und lebte in Nairobi, Kenia. Ihre Berichterstattung erfolgte aus 39 Ländern Afrikas. Im Jahre 2003 wurde ihr Dossier Der Krieg der Kinder (Die Zeit), das sie in Zusammenarbeit mit dem Journalisten Bartholomäus Grill verfasste, für den Egon-Erwin-Kisch-Preis nominiert. Ihr Dokumentarfilm Kongofieber – Eine Reise in das Herz der Finsternis (ARD-Weltreise) wurde 2005 für den Adolf-Grimme-Preis nominiert. Drei Jahre später, 2008, wurde sie für ihren Film Massenvergewaltigungen als Waffe im Ostkongo mit dem Lorenzo Natali Preis der Internationalen Journalisten-Föderation für Journalisten, die sich für Menschenrechte einsetzen, geehrt. Im gleichen Jahr verließ Birgit Virnich turnusgemäß das ARD-Studio Nairobi. Von September 2008 arbeitete sie als Redakteurin und Reporterin in der WDR-Auslandsredaktion in Köln. Als Redakteurin zeichnete sie verantwortlich für Kurt Peldas ARD-Dokumentation "Die Story im Ersten: Wie Syrien stirbt – Eine Reportage aus dem Bürgerkrieg", für die beide zum Deutschen Fernsehpreis in der Kategorie Reportage 2013 nominiert wurden. Im August 2014 entsandte der WDR Birgit Virnich als ARD-Auslandskorrespondentin nach Moskau. Im Rahmen ihrer Tätigkeiten berichtete sie mehrfach aus dem Krisengebiet der Ost-Ukraine. Anfang 2015 war sie einer der Autorinnen der Dokumentation "Putins Volk" in der ARD. Sie lebt mit ihrer Familie in Köln und in Moskau.
Seit 2010 ist Birgit Virnich zudem als Buchautorin tätig. Sie veröffentlichte Ein Fahrrad für die Flussgötter, in dem sie den Lebensalltag einzelner Alltagshelden in Afrika beschreibt. Gemeinsam mit der Frauenrechtlerin Rebecca Lolosoli schrieb sie "Mama  Mutig", erschienen im Südwest-Verlag 2011. Darin beschreibt sie die Lebensgeschichte der ersten Frauendorfgründerin in Kenia. Sie hält Lesungen in deutschen Kultureinrichtungen und Schulen sowie Vorträge zu den Themen „Pressefreiheit und Menschenrechte in Afrika“ und Kindersoldaten – die größte Herausforderung Afrikas.
Virnich sammelte während ihrer Tätigkeit als Auslandskorrespondentin Kinderspielzeug aus den Ländern Afrikas. Die Wanderausstellung Global Players – Spielzeug aus Afrika in Zusammenarbeit mit „Gemeinsam für Afrika“ wurde im Oktober 2009 vom damaligen Bundespräsidenten Horst Köhler im Deutschen Technikmuseum Berlin eröffnet und reiste seither durch weitere Museen in Hamburg, Nürnberg, Köln und vielen anderen Städten.

## Schriften
- Ein Fahrrad für die Flussgötter. Reportagen aus Afrika. A1 Verlag, München 2010. ISBN 978-3-940666-14-7.
- Mama Mutig: Wie ich das erste Frauendorf Afrikas gründete . Südwest-Verlag (Verlagsgruppe Random House) 2012. ISBN 978-3517087139 .